# Jochen Homann

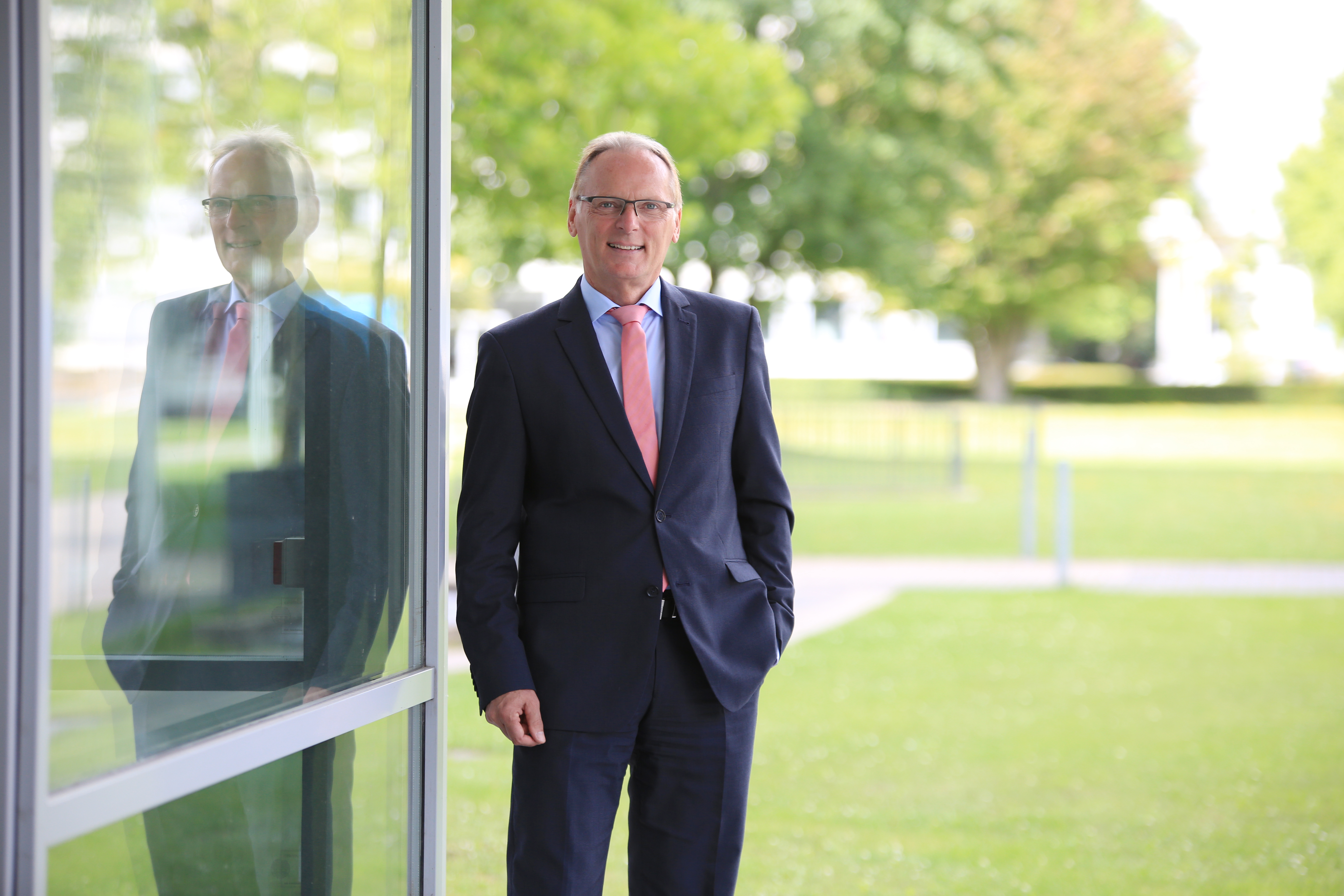
Jochen Homann, 2017

Jochen Homann (* 1953 in Rotenburg an der Wümme) ist ein deutscher politischer Beamter. Von 2008 bis 2012 war er Staatssekretär im Bundesministerium für Wirtschaft und Technologie. Vom 1. März 2012 bis zum 28. Februar 2022 war er Präsident der Bundesnetzagentur und ging dann in den Ruhestand. Sein Nachfolger ist Klaus Müller (vorher seit 2014 Verbraucherzentrale Bundesverband).

## Ausbildung und Beruf

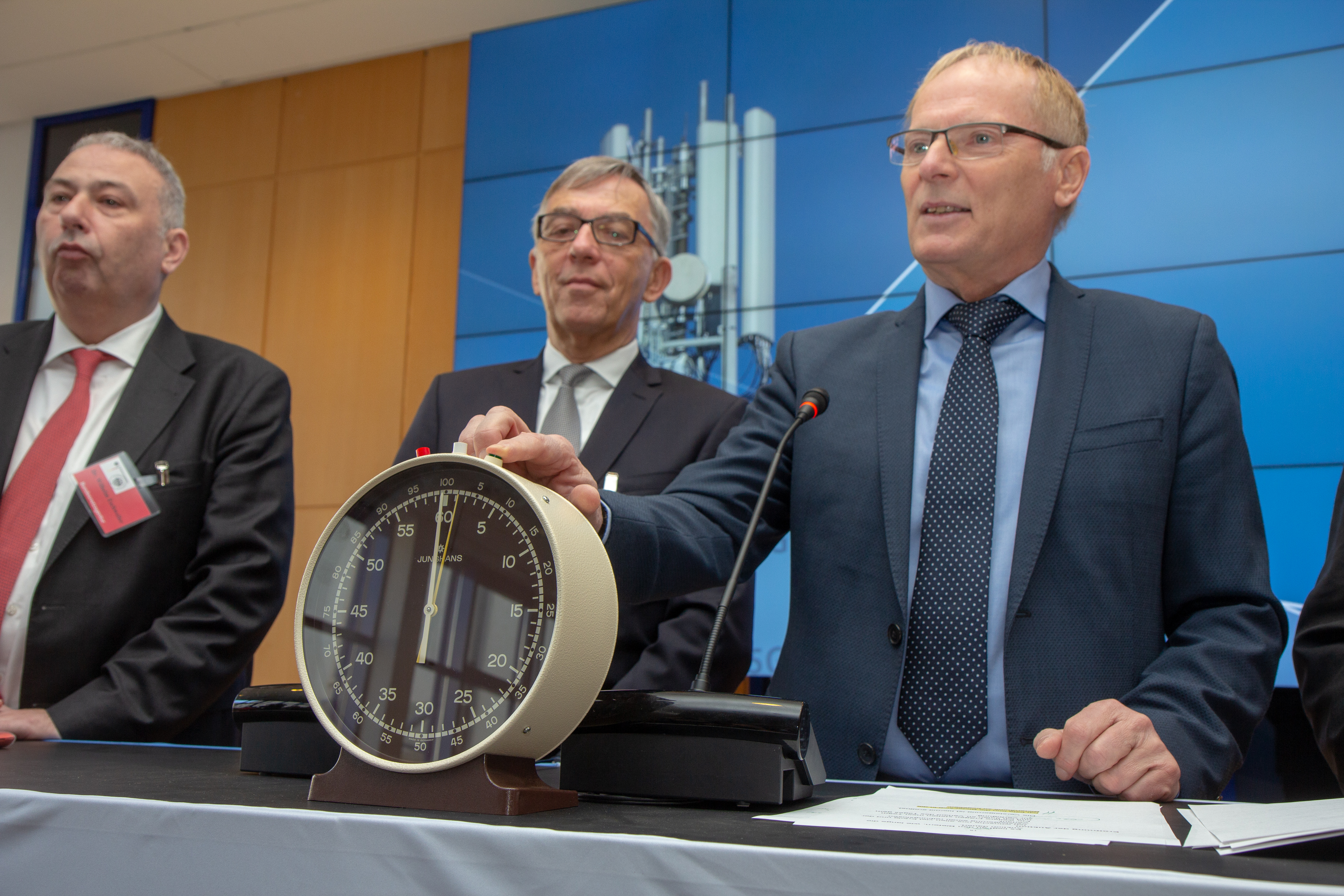
Beginn der 5G-Versteigerung durch die Bundesnetzagentur am Dienstsitz Mainz am 19. März 2019. An der Uhr: Präsident Jochen Homann.

Nach dem Abitur am Ratsgymnasium in Rotenburg an der Wümme studierte Homann von 1974 bis 1978 Volkswirtschaftslehre und war danach vier Jahre als wissenschaftlicher Angestellter im HWWA-Institut für Wirtschaftsforschung tätig. 1982 wechselte er ins damalige Bundesministerium für Wirtschaft, wo er bis 1991 mit einer einjährigen Unterbrechung neun Jahre lang als Referent tätig war. Hier war er zunächst in der wirtschaftspolitischen Grundsatzabteilung für Konjunkturanalysen zuständig.
Nach einjähriger Tätigkeit in der Ständigen Vertretung der Bundesrepublik Deutschland bei der EG in Brüssel arbeitete er in der Außenwirtschaftsabteilung. Unter den FDP-Ministern Martin Bangemann und Helmut Haussmann war er 1987 bis 1990 als Redenschreiber tätig. 1991 wechselte Homann als Leiter des Grundsatzreferates in der Abteilung Wirtschafts- und Finanzpolitik für zehn Jahre ins Bundeskanzleramt.
2001 kehrte er in das Bundesministerium für Wirtschaft und Arbeit zurück. Er übernahm dort zunächst für drei Jahre die Leitung des außenwirtschaftspolitischen Grundsatzreferats und wurde 2004 Referatsleiter für Wirtschafts- und strukturpolitische Forschung. 2006 wurde er zum Abteilungsleiter für Wirtschaftspolitik im jetzt wieder als Bundesministerium für Wirtschaft und Technologie benannten Ressort berufen.
2008 wurde er zum beamteten Staatssekretär ernannt. In dieser Position war er Aufsichtsratsvorsitzender der Dena.
Ende 2011 – damals regierte eine große Koalition (Kabinett Merkel II) – verständigten CDU und SPD sich auf Homann als neuen Vorsitzenden der Netzagentur; die SPD designierte Peter Franke als neuen Vizepräsidenten. Homann galt als CDU-nah.

## Privat
Jochen Homann ist verheiratet und Vater dreier Kinder.